# Källsjö-Holmsjön
Källsjö-Holmsjön är en sjö i Ockelbo kommun i Gästrikland och ingår i Gavleåns huvudavrinningsområde. Sjön har en area på 0,162 kvadratkilometer och ligger 261,4 meter över havet. Vid provfiske har abborre och gädda fångats i sjön.

## Delavrinningsområde
Källsjö-Holmsjön ingår i det delavrinningsområde (675762-152253) som SMHI kallar för Utloppet av Källsjö-Holmsjön. Medelhöjden är 270 meter över havet och ytan är 1,27 kvadratkilometer. Det finns inga avrinningsområden uppströms utan avrinningsområdet är högsta punkten. Vattendraget som avvattnar avrinningsområdet har biflödesordning 2, vilket innebär att vattnet flödar genom totalt 2 vattendrag innan det når havet efter 103 kilometer. Avrinningsområdet består mestadels av skog (63 procent). Avrinningsområdet har 0,15 kvadratkilometer vattenytor vilket ger det en sjöprocent på 11,4 procent.